# The Best (альбом «4ехова»)
The Best — дебютный альбом российской рок-группы 4ехов, вышедший в 2005 году.

## Запись и выпуск альбома
В марте 2005 года фирма «Никитин» подписала контракт на выпуск дебютной пластинки группы. Она вышла в апреле, получив положительные рецензии музыкальной прессы.
Саунд-продюсерами альбома выступили Андрей Самсонов, Олег Баранов и Андрей Горский. В том же году выходит дебютный клип на песню «Американцев сдали», (режиссёр-аниматор Н. Черниговский).
Запись велась сразу на всех ведущих студиях Петербурга: «Добролет», «Мелодия», «Нева», «Студия ДДТ», а несколько треков были записаны в домашних условиях.

## Рецензии
Главное здесь, конечно в текстах.И если лет через десять вы захотите понять, что было в голове у нашего современника, то легче всего это будет сделать, послушав дебютную пластинку 4ехова.
 — пишет Олег Чубыкин в журнале Rolling Stone.

## Список композиций
1. Ранен тобой — (3:28)
2. Американцев сдали — (3:15)
3. Головокружение — (3:11)
4. Зачем мне — (3:51)
5. Мы ритмы — (2:22)
6. Лена Смирнова — (3:45)
7. Дым остается молодым — (2:52)
8. Уходи мой… — (3:00)
9. Мне не хватило — (3:33)
10. Justyna — (2:56)
11. Подарков не будет — (4:00)